# 5th Dimension (Momoiro Clover Z)
5th Dimension è il secondo album in studio del gruppo musicale idol giapponese Momoiro Clover Z, pubblicato nell'aprile 2013.

## Tracce
1. Neo Stargate (Neo STARGATE)
2. Kasō dystopia (仮想ディストピア)
3. Mōretsu uchū kōkyōkyoku dainana gakushō "Mugen no ai" (猛烈宇宙交響曲・第七楽章「無限の愛」)
4. 5 The Power (5 The POWER)
5. Rōdō sanka (労働讃歌)
6. Get Down! (ゲッダーン!)
7. Otome sensō (Z女戦争)
8. Tsuki to gingami hikōsen (月と銀紙飛行船)
9. Birth 0 Birth (BIRTH Ø BIRTH)
10. Jōkyu monogatari: Carpe diem (上球物語 -Carpe diem-)
11. Soratobu! Ozashiki ressha (宙飛ぶ!お座敷列車)
12. Saraba, itoshiki kanashimitachi yo (サラバ、愛しき悲しみたちよ)
13. Hai to diamond (灰とダイヤモンド)